# Sete espécies

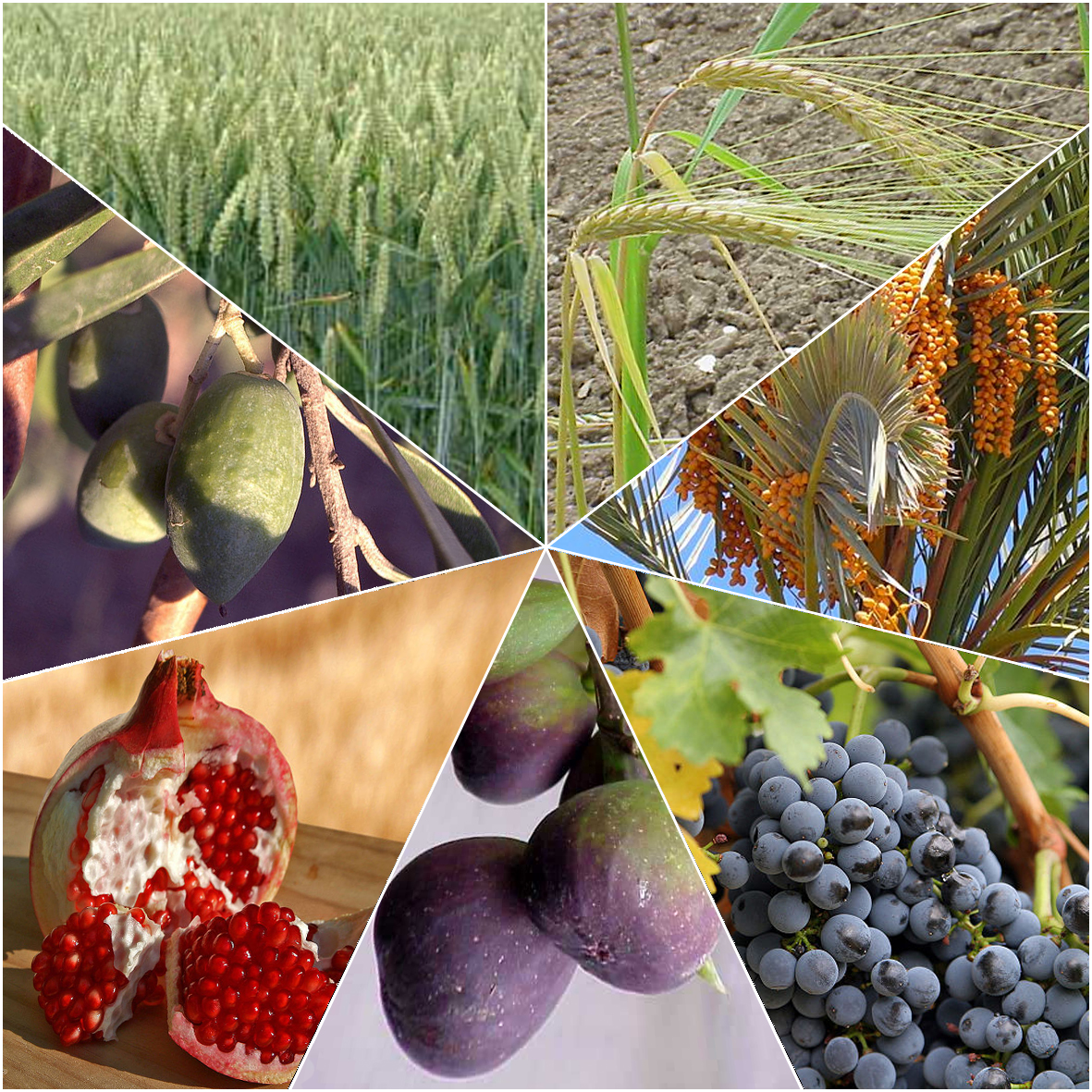
AS sete espécies da Terra de Israel

As sete espécies (hebraico: shivát haminim) é uma lista de espécies na tradição judaica e bíblica (mencionada em Deuteronômio. 8:8), com qual a terra de Israel foi abençoada. São espécies nativas ou introduzidas, cultivadas desde os tempos antigos, que tinham e ainda têm grande importância econômica e alimentícia na região.
As espécies são:
- Trigo
- Cevada
- Videira
- Figueira (Ficus carica)
- Romã
- Oliveira
- Tamareira